# Bomareja
Bomareja (lat. Bomarea), rod od stotinjak vrsta trajnica penjačica iz porodice alstroemerijevki (Alstroemeriaceae). 
Rod je raširen na području Anda, te u Srednjoj Americi (uključujući Meksiko), i podrućju Zapadnoindijskih otoka. Neke se uzgajaju kao ukrasno bilje.

## Vrste
1. Bomarea acutifolia (Link & Otto) Herb.
2. Bomarea albimontana D.N.Sm. & Gereau
3. Bomarea alstroemerioides Hofreiter & E.Rodr.
4. Bomarea amazonica Hofreiter & E.Rodr.
5. Bomarea amilcariana Stergios & Dorr
6. Bomarea ampayesana Vargas
7. Bomarea anceps (Ruiz & Pav.) Herb.
8. Bomarea andimarcana (Herb.) Baker
9. Bomarea andreana Baker
10. Bomarea angulata Benth.
11. Bomarea angustissima Killip
12. Bomarea aurantiaca Herb.
13. Bomarea boliviensis Baker
14. Bomarea brachysepala Benth.
15. Bomarea bracteata (Ruiz & Pav.) Herb.
16. Bomarea bracteolata Gereau
17. Bomarea bredemeyeriana Herb.
18. Bomarea brevis (Herb.) Baker
19. Bomarea callejasiana Alzate
20. Bomarea campanularia Harling & Neuendorf
21. Bomarea campylophylla Killip
22. Bomarea carderi Mast.
23. Bomarea caucana Alzate
24. Bomarea caudata Killip
25. Bomarea caudatisepala Gereau
26. Bomarea ceratophora Neuendorf
27. Bomarea chaparensis Hofreiter
28. Bomarea chimboracensis Baker
29. Bomarea chiriquina Killip
30. Bomarea coccinea (Ruiz & Pav.) Baker
31. Bomarea colombiana Alzate
32. Bomarea cordifolia (Ruiz & Pav.) Herb.
33. Bomarea cornigera Herb.
34. Bomarea cornuta Herb.
35. Bomarea costaricensis Kraenzl.
36. Bomarea crassifolia Baker
37. Bomarea crinita Herb.
38. Bomarea crocea (Ruiz & Pav.) Herb.
39. Bomarea densiflora Herb.
40. Bomarea denticulata (Ruiz & Pav.) Herb.
41. Bomarea diffracta Baker
42. Bomarea dispar Herb.
43. Bomarea dissitifolia Baker
44. Bomarea distichifolia (Ruiz & Pav.) Baker
45. Bomarea dolichocarpa Killip
46. Bomarea dulcis (Hook.) Beauverd
47. Bomarea edulis (Tussac) Herb.
48. Bomarea endotrachys Kraenzl.
49. Bomarea engleriana Kraenzl.
50. Bomarea euryantha Alzate
51. Bomarea euryphylla Harling & Neuendorf
52. Bomarea evecta Harling & Neuendorf
53. Bomarea ferreyrae Vargas
54. Bomarea foertheriana Hofreiter
55. Bomarea formosissima (Ruiz & Pav.) Herb.
56. Bomarea glaucescens (Kunth) Baker
57. Bomarea goniocaulon Baker
58. Bomarea graminifolia Sodiro
59. Bomarea hartwegii Baker
60. Bomarea herbertiana Baker
61. Bomarea herrerae Vargas
62. Bomarea hieronymi Pax
63. Bomarea hirsuta (Kunth) Herb.
64. Bomarea huanuco Hofreiter
65. Bomarea inaequalis Killip
66. Bomarea involucrosa (Herb.) Baker
67. Bomarea kraenzlinii Baker
68. Bomarea lancifolia Baker
69. Bomarea latifolia (Ruiz & Pav.) Herb.
70. Bomarea libertadensis Hofreiter & E.Rodr.
71. Bomarea linifolia (Kunth) Baker
72. Bomarea longipes Baker
73. Bomarea longistyla Vargas
74. Bomarea lopezii Hofreiter & E.Rodr.
75. Bomarea lutea Herb.
76. Bomarea macrocephala Pax
77. Bomarea macusanii Hofreiter & E.Rodr.
78. Bomarea moritziana Klotzsch ex Kunth
79. Bomarea multiflora (L.f.) Mirb.
80. Bomarea multipes Benth.
81. Bomarea nematocaulon Killip
82. Bomarea nervosa (Herb.) Baker
83. Bomarea nubigena Harling & Neuendorf
84. Bomarea obovata Herb.
85. Bomarea ovallei (Phil.) Ravenna
86. Bomarea ovata (Cav.) Mirb.
87. Bomarea oxytepala Harling & Neuendorf
88. Bomarea pardina Herb.
89. Bomarea parvifolia Baker
90. Bomarea patacocensis Herb.
91. Bomarea patinii Baker
92. Bomarea pauciflora (Kunth) Herb.
93. Bomarea perglabra Harling & Neuendorf
94. Bomarea peruviana Hofreiter
95. Bomarea porrecta Killip
96. Bomarea pseudopurpurea Hofreiter & E.Rodr.
97. Bomarea pudibunda Planch. & Linden
98. Bomarea pumila Griseb. ex Baker
99. Bomarea puracensis Alzate
100. Bomarea purpurea (Ruiz & Pav.) Herb.
101. Bomarea rinconii Cáceres Gonz.
102. Bomarea rosea (Ruiz & Pav.) Herb.
103. Bomarea salicifolia Killip
104. Bomarea salsilla (L.) Mirb.
105. Bomarea secundifolia (Ruiz & Pav.) Baker
106. Bomarea setacea (Ruiz & Pav.) Herb.
107. Bomarea shuttleworthii Mast.
108. Bomarea speciosa Killip
109. Bomarea spissiflora Harling & Neuendorf
110. Bomarea stans Kraenzl.
111. Bomarea suberecta Gereau
112. Bomarea superba Herb.
113. Bomarea tarmensis Kraenzl.
114. Bomarea torta (Kunth) Herb.
115. Bomarea tribrachiata Kraenzl.
116. Bomarea trichophylla Killip
117. Bomarea trimorphophylla Harling & Neuendorf
118. Bomarea truxillensis Stergios & Dorr
119. Bomarea uncifolia Herb.
120. Bomarea vargasii Hofreiter
121. Bomarea velascoana Vargas
122. Bomarea vitellina Mast.
123. Bomarea weigendii Hofreiter & E.Rodr.